# Houghton and Sunderland South (circonscription britannique)
La circonscription de Houghton and Sunderland South  est une circonscription située dans le Tyne and Wear, et représentée à la Chambre des communes du Parlement britannique depuis 2010 par Bridget Phillipson du Parti travailliste.